# An deiner Seite (Lied)
An deiner Seite ist ein Lied der deutschen Rock-Musikgruppe Unheilig, das als erste und einzige Single aus ihrem sechsten Studioalbum Puppenspiel ausgekoppelt wurde. Die Erstveröffentlichung fand am 28. März 2008 unter dem Titel An deiner Seite I statt, am 14. November wurde das Lied unter dem Titel An deiner Seite II wiederveröffentlicht. Die Single ist als Maxi-CD nur in Deutschland zu erwerben, in allen anderen Ländern ist der Song nur als Download erhältlich. Musik und Text des Liedes stammen vom Sänger der Band „Der Graf“, produziert wurde es von Oliver Pinelli und dem Grafen. Die Maxi-CD enthält von An deiner Seite eine Orchesterversion von Pinelli, eine Radioversion von Pinelli und eine Radioversion vom Grafen selbst.

## Lied
Der Text stammt vom Grafen und erzählt eine persönliche Geschichte von ihm und seinem kurz darauf verstorbenen besten Freund. Er besingt, dass er eine schöne Zeit mit ihm hatte, dass die Welt ohne ihn leer wäre und dass er stolz darauf sei, die letzte Zeit seines Freundes begleiten zu dürfen. In Interviews gab der Graf an, dass die Lieder An deiner Seite und Geboren um zu leben zusammen eine Geschichte erzählten – in An deiner Seite verarbeitete der Graf die Erkrankung seines besten Freundes und in Geboren um zu leben dessen Tod.

## Musikvideo
Das Musikvideo zeigt den Grafen singend in einer Halle, dies geschieht zum größten Teil in drei verschiedene Sequenzen. Einmal ist er singend und Piano spielend auf einer Bühne zu sehen, dann ist er vor dem Piano auf der Bühne singend zu sehen; und einmal ist er singend auf den Sitzplätzen vor dieser Bühne zu sehen. Regie bei dem Video führte Martin Müller.

## Mitwirkende
Folgende Personen haben bei dem Stück mitgewirkt:
- Der Graf: Gesang, Musik, Piano, Produktion, Text[2]
- Eddi Bachmann: Musikvideo-Kamera[3]
- Jochen Trauter: Musikvideo-Schnitt[3]
- Klaus Knapp: Mischung[2]
- Martin Müller: Musikvideo-Regie[3]
- Oliver Pinelli: Aufnahme, Produktion[2]

## Kommerzieller Erfolg
An deiner Seite ist der erste kommerzielle Erfolg von Unheilig. Es ist die erste Single, die sich in den Charts positionieren konnte, das Musikvideo hierzu ist das erste, das von Musiksendern gespielt wurde und erstmals sind Unheilig mit einem ihrer Songs auf einem Sampler vertreten.
An deiner Seite ist die erste Single von Unheilig, die eine Platzierung in den offiziellen deutschen Singlecharts erreichte.
Die Single wurde Anfang 2008 veröffentlicht, konnte aber noch keine Chartplatzierungen erreichen, erst bei der ersten Wiederveröffentlichung Ende 2008 konnte sich das Lied in sechs Wochen bis Position 64 vorarbeiten. Den größten Erfolg feierte die Single bei der zweiten Wiederveröffentlichung Anfang 2010, dort konnte sich das Lied durch den großen Erfolg von Geboren um zu leben wieder in den Charts platzieren, diesmal blieb das Lied 20 Wochen ununterbrochen in den Charts und erreichte dabei Platz 49.
| ChartsChartplatzierungen | Höchstplatzierung | Wochen |
| ------------------------ | ----------------- | ------ |
| Deutschland (GfK)        | 49 (26 Wo.)       | 26     |